# Pseudarmadillo dollfusi
Pseudarmadillo dollfusi is een pissebed uit de familie Delatorreidae. De wetenschappelijke naam van de soort is voor het eerst geldig gepubliceerd in 1905 door John Richardson.